# حاجی‌اکبرلی
حاجی‌اکبرلی (به لاتین: Hacıəkbərli) یک منطقه مسکونی در جمهوری آذربایجان است که در شهرستان گوی‌گول واقع شده است.